# Galina Bréjneva
Galina Leonídovna Bréjneva (rus: Галина Леонидовна Брежнева; 18 d'abril de 1929 – 30 de juny de 1998) fou la filla del polític soviètic i el secretari general veterà Leonid Bréjnev i Viktória Bréjneva.

## Biografia
Galina Bréjneva va néixer el 18 d'abril de 1929 a Sverdlovsk. Quan era adolescent va rebutjar esdevenir membre del Komsomol; més tard, va rebutjar estudiar per obtenir un grau acadèmic. Va estar casada durant un breu període amb Igor Kio, una unió que només va durar nou dies. L'any 1971, el seu pare Leonid Brezhnev ja estava insatisfet amb la manera amb com estava esdevenint la vida de Galina. Volia fer-la casar després que un segon matrimoni fos anul·lat. Ella va acabar elegint Iuri Txurbànov d'un nombre de pretendents. Txurbànov fou escollit tot i que ell ja estava casat i tenia fills. Cap al final de la vida de Bréjnev, Galina era molt menys visible i durant el regnat de Iuri Andrópov, va desaparèixer totalment de la mirada pública. Brejneva va fer un retorn públic durant el curt mandat de Konstantín Txernenko i va aparèixer en una conferència commemorant el Dia Internacional de les Dones. A la conferència, duia només una única joia, l'Orde de Lenin amb què l'havia premiat Andrei Gromiko el 1978 pel seu quinzè aniversari.
Més tard, després que Txurbànov fos detingut per corrupció, Bréjneva se'n va divorciar. Es va casar per quart i últim cop als 65 anys amb un home de 29 anys. Abans de la seva mort, Galina Brejneva va ser convidada a la televisió britànica per parlar sobre la vida a l'URSS. De més gran, el seu consum d'alchohol va incrementar gradualment i la seva filla va portarla a un hospital psiquiàtric on va morir el 30 de juny de 1998.